# David Gába
David Gába (* 29. května 1994 Písek) je český lední hokejista hrající na postu brankáře.

## Život
S ledním hokejem začínal ve svém rodném městě, v tamním klubu IHC Písek. Mládežnická léta strávil v českobudějovickém klubu a v patřil zároveň do českých reprezentačních výběrů těchto věkových kategorií. V ročníku 2012/2013 sice již patřil do kádru mužů klubu z Českých Budějovic, nicméně první soutěžní zápas za ně odehrál později, a to v sezóně 2014/2015, kdy v zápase proti Litoměřicím (5:2) odolával atakům soupeře téměř celý zápas a první gól dostal až pět minut před koncem zápasu. V téže sezóně navíc nastupoval v rámci hostování k zápasům za Jindřichův Hradec.
Následující tři sezóny, a sice 2015/2016 až 2017/2018, patřil do kádru Českých Budějovic, za něž nastupoval ve druhé nejvyšší soutěži, a během sezóny vždy na několik zápasů hostoval v celku IHC Písek. V roce 2018 se po dvanácti letech působení v českobudějovickém klubu, kde mu skončila smlouva a přestože dostal od klubu nabídku na novou, rozhodl změnit působiště a přestoupil do týmu VHK ROBE Vsetín. V klubu zůstával i po následující sezóny, během nichž se postupně vypracoval na pozici prvního brankáře.